# Odo gigliolii
Odo gigliolii är en spindelart som beskrevs av Lodovico di Caporiacco 1947. Odo gigliolii ingår i släktet Odo och familjen taggfotsspindlar.
Artens utbredningsområde är Guyana. Inga underarter finns listade i Catalogue of Life.